# Dave Edmunds
Pour les articles homonymes, voir Edmunds.
Dave Edmunds, né le 15 avril 1944 à Cardiff, est un chanteur, guitariste et producteur de musique gallois.

## Biographie
À la fin des années 1960, Dave Edmunds commence sa carrière de musicien à la tête d'un trio blues-rock nommé Love Sculpture, qui connut le succès pour sa reprise rock d'une pièce classique d'Aram Khatchatourian, La Danse du sabre, bien classée dans les hit-parades de fin 1968 à début 1969.
Il tourne ensuite en 1974 dans le film Stardust comme membre du groupe de David Essex, puis entame une carrière de producteur pour les groupes Brinsley Schwarz, Ducks Deluxe et The Flamin' Groovies.
Après un premier album solo, Subtle As A Flying Mallet, il collabore avec Nick Lowe et fonde avec lui le groupe Rockpile. Il collabore aussi avec Billy Bremner et Terry Williams. Pour des raisons contractuelles, Rockpile ne fera qu'un album sous ce nom, même si les albums solos de Edmunds et Lowe de cette époque sont de fait des albums de Rockpile.
Le groupe casse à la suite de tensions entre Edmunds et Lowe. Dave Edmunds passe les années 1980 à produire divers artistes, de Paul McCartney à The Stray Cats en passant par Status Quo. Il compose la musique du film Porky's Contre-Attaque, avec la participation de Carl Perkins, George Harrison, Ringo Starr et Rosanne Cash.
Sur ses productions de 1983 (Information) et 1984 (Riff Raff), Edmunds collabore sur 2 morceaux avec Jeff Lynne, le leader de Electric Light Orchestra.
Edmunds enregistre moins et vit reclus au Pays de Galles après un quadruple pontage cardiaque.

## Discographie

### AvecLove Sculpture
- 1968 : Blues Helping
- 1970 : Forms and Feelings

### AvecRockpile
- 1972 : Rockpile
- 1975 : Subtle As a Flying Mallet
- 1977 : Get It
- 1978 : Tracks on Wax 4
- 1979 : Repeat When Necessary
- 1980 : Seconds of Pleasure

### Dave Edmunds
- 1981 : Twangin'
- 1982 : D.E. 7th
- 1983 : Information
- 1984 : Riff Raff
- 1985 : Porky's Contre-Attaque
- 1987 : I Hear You Rocking
- 1990 : Closer to the Flame
- 1991 : The Best of Dave Edmunds
- 1993 : The Anthology: 1968-1990
- 1994 : Plugged In
- 2000 : Hand Picked: Musical Fantasies
- 2001 : A Pile of Rock: Live
- 2004 : From Small Things: The Best of Dave Edmunds
- 2005 : Alive and Pickin
- 2008 : The Many Sides Of Dave Edmunds: The Greatest Hits & More (Compilation)
- 2014 : Reel Gold Brewers Droop Featuring Mark Knopfler and Dave Edmunds